# Чемпионат Азии по самбо
Чемпионат Азии по самбо — международные соревнования самбистов, проходящие под эгидой Союза самбо Азии. Первый чемпионат прошёл в 1994 году в Алма-Ате. Чемпионат 2023 года и последующие проводятся как чемпионат Азии и Океании.

## Турниры
| Чемпионат      | Дата                       | Место проведения | Кол-во стран участниц |
| -------------- | -------------------------- | ---------------- | --------------------- |
| 1-й чемпионат  | 16 — 23 августа 1994 года  | Алма-Ата         |                       |
| 2-й чемпионат  | 3 — 6 октября 1994 года    | Владивосток      |                       |
| 3-й чемпионат  | 1 июля 2000 года           | Владивосток      |                       |
| 4-й чемпионат  | 23 — 29 августа 2001 года  | Ташкент          |                       |
| 5-й чемпионат  | 22 — 24 августа 2003 года  | Ташкент          |                       |
| 6-й чемпионат  | 3 — 6 января 2004 года     | Уральск          |                       |
| 7-й чемпионат  | 2 июня 2005 года           | Ташкент          |                       |
| 8-й чемпионат  | 5 июня 2007 года           | Ташкент          |                       |
| 9-й чемпионат  | 5 — 9 июня 2008 года       | Ташкент          |                       |
| 10-й чемпионат | 1 — 6 июня 2009 года       | Ташкент          | 25                    |
| 11-й чемпионат | 1 — 5 июня 2010 года       | Ташкент          |                       |
| 12-й чемпионат | 1 — 6 июня 2011 года       | Ташкент          |                       |
| 13-й чемпионат | 8 — 12 июня 2012 года      | Ташкент          | 18                    |
| 14-й чемпионат | 1 — 2 июня 2013 года       | Сеул             |                       |
| 15-й чемпионат | 1 — 6 июня 2014 года       | Ташкент          |                       |
| 16-й чемпионат | 11 — 13 декабря 2015 года  | Атырау           |                       |
| 17-й чемпионат | 27 — 30 мая 2016 года      | Ашхабад          |                       |
| 18-й чемпионат | 30 июня — 2 июля 2017 года | Ташкент          |                       |
| 19-й чемпионат | 11-13 мая 2018 года        | Улан-Батор       |                       |
| 20-й чемпионат | 10-16 сентября 2019 года   | Нью-Дели         |                       |
| 21-й чемпионат | 2020 год                   | Бали             |                       |
| 22-й чемпионат | 4-6 июня 2021 года         | Ташкент          |                       |
| 23-й чемпионат | 2-4 июня 2022 года         | Джуния           |                       |
| 24-й чемпионат | 11-13 июня 2023 года       | Астана           |                       |
| 25-й чемпионат | 29-30 июня 2024 года       | Макао            |                       |
| 26-й чемпионат | 14-18 апреля 2025 года     | Ташкент          |                       |